# تیزاب سلطانی

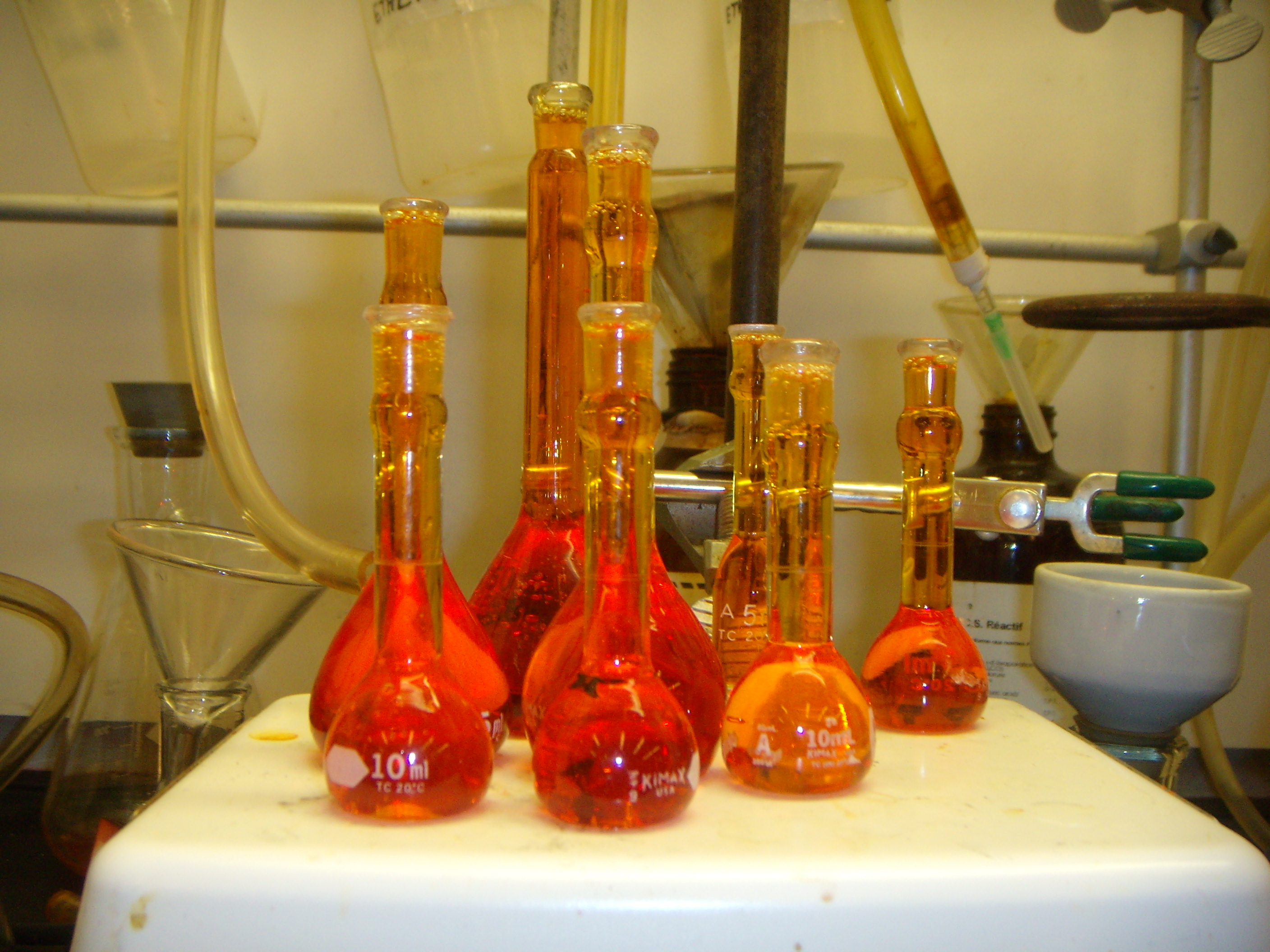
تیزآب سلطانی تازه‌آماده‌شده برای جداساختن ته‌نشین‌های نمک فلز.

تیزآب سلطانی (به انگلیسی: Aqua regia) محلولی بسیار خورنده و دودکنندهٔ زرد یا قرمز رنگ است. این محلول از مخلوط اسید نیتریک غلیظ و هیدروکلریک اسید غلیظ به‌دست می‌آید که معمولاً به نسبت حجمی یک به سه می‌باشند.
تیزآب سلطانی توسط  ایرانیان  محمدبن زکریای رازی پدیدار شده و سپس در نوشته‌های جابر الزائف به آن اشاره شده‌است.
هنگامی که هیدروکلریک اسید و اسید نیتریک با هم ترکیب می‌شوند این ترکیب شیمیایی شامل کلرین و نیتروزیل کلراید حاصل می‌شود؛ که هردو گاز در فاز محلول حل می‌شوند. هردو بخار شده و از محلول خارج می‌شوند و مجدد این گازها تشکیل شده و موجب ضعیف شدن تیزاب سلطانی می‌شوند، بنابراین برای تهیه تیزاب سلطانی با خاصیت خورندگی مناسب باید آن‌ را قبل از استفاده تولید نمود یا چنانچه قصد دارید با کمی تأخیر از آن استفاده کنید تیزاب را به مقدار کمی آب اضافه کنید تا در موعد کوتاه مقرر بتوانید از خاصیت خورندگی مناسبش بهره گیرید.
این ترکیب می‌تواند فلزات نادری چون طلا و پلاتین را در خود حل کند، هرچند تانتال، ایریدیوم، اسمیوم، تیتانیوم و فلزات کم‌شمار دیگری توان ایستادگی در برابر آن را دارند.
لغتنامهٔ دهخدا در سرواژهٔ «تیزآب سلطانی» آن را چنین تعریف کرده‌است:
مخلوطی از تیزآب (اسید ازتیک) و اسید کلریدریک (جوهر نمک) که می‌تواند همه فلزات حتی طلا را در خود حل کند.
همچنین در سرواژهٔ «تیزآب» چنین آمده‌است:

به اصطلاح کیمیا جوهر شوره و اسید نیتریک. (ناظم الاطباء). مایعی است بی‌رنگ و تندبو. استنشاق بخار آن خطرناک است. غالب فلزات را حل می‌کند. اگر آن را با اسید کلریدریک مخلوط کنند تیزآب سلطانی به‌دست آید. تندآب. جوهر شوره. اسید ازتیک اسید نیتریک. (فرهنگ فارسی معین).